# Sanxiasaurus
Sanxiasaurus („ještěr ze San-sia“) byl rod menšího ptakopánvého dinosaura, žijícího v období střední jury (asi před 170 miliony let) na území současné východní Číny (provincie S’-čchuan, oblast Čchung-čching). 

## Objev a popis
Fosilie částečně zachované postkraniální kostry v celkovém počtu 55 dochovaných kosterních elementů byly objeveny v sedimentech geologického souvrství Sin-tchien-kou (Xintiangou) a předběžně popsány na podzim roku 2019. Formálně popsány pak byly o dva roky později týmem čínských paleontologů.

## Zařazení
Fylogenetická analýza ukázala, že se jednalo o bazálního (vývojově primitivního) zástupce kladu Neornithischia, vývojově vyspělejšího než je jihoafrický rod Lesothosaurus, ale naopak méně vyspělého než je čínský rod Hexinlusaurus.
Sesterským taxonem (nejblíže vývojově příbuzným druhem) je Pulaosaurus qinglong, formálně popsaný v červenci roku 2025.